# Zaluka
Zaluka – wieś w Chorwacji, w żupanii karlowackiej, w mieście Ozalj. W 2011 roku liczyła 34 mieszkańców.